# ブルーピリオド
『ブルーピリオド』 (Blue Period.) は、山口つばさによる日本の漫画。『月刊アフタヌーン』（講談社）にて2017年8月号から連載中。絵を描くことの楽しさに目覚めた主人公を中心に、美術大学受験予備校や入学試験での苦悩、東京藝術大学の学生として美術を学んでいく姿を描いた青春群像劇。
2021年10月にテレビアニメ化、2022年3月に舞台化された。2024年8月には実写映画版が公開された。

## あらすじ
矢口八虎は、学校では高成績だがタバコや酒もする不良優等生。仲間とはつるむも味気ない毎日を送っていたが、ある日美術室で見た一枚の絵に惹かれ美術部に入部したことで、美術大学の受験を目指す。

## 登場人物
声の項はテレビアニメ版の声優。演の項は舞台版 / 実写映画版の俳優。

### 主要人物
矢口 八虎（やぐち やとら）
声 - 峯田大夢 / 演 - 岡宮来夢 / 眞栄田郷敦
誕生日：7月5日 / 身長：173センチメートル
本作品の主人公。
1筆目～5筆目：高校2年生
6筆目～25筆目：高校3年生
26筆目～47筆目：藝大1年生
48筆目～：藝大2年生
友人たちと徹夜で酒を飲みながら騒ぎ、タバコも嗜む遊び人である一方で、成績はトップクラスというの要領の良い優等生でもある。金髪で軟骨にピアスも空けている不良ながら、クラスの陰キャラとも分け隔てなく接する愛嬌のある人気者。体を動かすのも嫌いではないが、陸上競技は嫌っている。ミント味のモノも嫌いで、歯磨き粉は子供用。コーヒー等カフェインで酔っ払う特殊体質。
与えられたノルマをこなすようにして、人付き合いや勉強に励んでいる。反面何をやっても達成感を得られず、空虚な毎日を過ごしている。大学受験と関係のない選択授業はサボるために美術を選択していた。ある日美術室で見た一枚の絵に惹かれ、美術部に入部。次第に絵を描くことにのめり込んでいき、真剣に美大の受験を目指し始める。
高校の同級生で同じ美術部部員の鮎川とは腐れ縁の関係。
高校の美術部や予備校(東京美術学院)で経験を得て、美術に対する技術を学び急成長を遂げる。受験時の体調不良等のトラブルも乗り越え、東京藝術大学に現役合格をする。
藝大一年生の最初に行われた作品と一緒の自己紹介で、周りのクラスメイトのレベルの高さに圧倒され、さらに受験絵画は作品ではないと自分のこれまでを否定されたことで、ひどく落ち込み、一時は絵画に取り組む目標を見失ってしまったものの、偶然上野動物園で再会した桑名との会話をきっかけに、一旦は歩くことを休み様々なことに心を動かすように決意し暗中模索の結果、作家を志す様に成り、経済的には未だ楽では無いものの、両親の許しも得る。
藝大一年の冬休みに、さえき絵画教室でお絵描き教室のアルバイトをするが、保護者ウケは良い反面、子供ウケが悪いことが判明する。
さえき絵画教室の目黒先生と生徒の翔也の影響で『武装伝記マゲンダー』にハマり、全52話を完走している。
絵を描く際は、つなぎを着用している。
鮎川 龍二（あゆかわ りゅうじ）
声 - 花守ゆみり / 演 - 笹森裕貴 / 高橋文哉
誕生日：10月18日 / 身長：175センチメートル
八虎と同級生の美術部員。ロングヘアの美形で、「男性だが、心は乙女」のため、学校でも制服の学ランとセーラー服の上下の組み合わせを変えることで女装している。女子からの人気が高いが、男子にもファンがいる。髪の毛は地毛。学校の勉学は成績不良。森先輩と同じく和菓子が好き。
本名で呼ばれることを嫌っているものの、浜崎あゆみを神様と崇めていると言う理由で「アユかわ」だがアユちゃんと呼ばれるのはNGで、「あユカわ」からユカちゃんと呼ばれている。
八虎とは何でも言い合える仲だが、一言多い性格が原因で度々ケンカをする。しかし、時には八虎に勇気を与えるきっかけやアドバイスをする。八虎が絵に興味を持ちはじめたのを見て、美術部の手伝いを頼み、入部のきっかけを作る。第一志望校は、東京藝大の日本画科。八虎とともに美大専門の予備校に通い始める。
父、母、祖母と暮らしており、女装をはじめとする乙女趣味であることを父母からは認められておらず、親子の関係性に悩んでいる。その中で仲の良い祖母が日本画を描いていたという理由で日本画を専攻してきたが、藝大の試験では自身の望む道は「日本画」ではないと受け入れて画用紙にバツ印だけ描いて途中退室をし受験辞退する。その後は、服飾関係の学校を目指し「BAR  ひげ娘」で働いている事が、八虎が制作の為の取材で新宿を訪問して、判明した。
絵を描く際は、エプロンを着用している。
Instagramアカウントを運営している体裁の作品の公式企画があり、実際にryuji_ayukawaが更新されている。
高橋 世田介（たかはし よたすけ）
声 - 山下大輝 / 演 - 大崎捺希 / 板垣李光人
誕生日：9月19日 / 身長：163センチメートル
八虎が美大専門の予備校・東京美術学院（東美）の冬期講習で出会った、同い年の天才少年。その才能と技術と孤高の性格で八虎を発奮させるライバル的存在。予備校は途中で辞めてしまうが、独学で東京藝術大学の油画専攻に現役合格。藝大では八虎と同級生となる。橋田と同じ高校の特進コースに通っていた。高2ではじめてデッサンを描き始めたが、その時点で普通科の美術の授業に死ぬほど上手いやつがいるという噂が立つほどの才能を見せる。橋田からは「セカイ君」と言うあだ名で呼ばれている。コミュニケーションが苦手で友達がいない。八虎の努力を認めつつも前向きな性格を疎み、毛嫌いしている。藝祭で八虎は、歌島ら高校からの友達に大学で一番仲の良い人と紹介している。背が低く、童顔で子供のような見た目。黒髪で両目の下にホクロがある。基本的に愛想はないが、寝ている時の無防備な顔はより一層子供のように見える。国語の模試では全国7位と頭も良い。チェック柄の服が何着もあり、それらは母親が買ってくる。愛情深い母親であるものの、入学式の門前で初対面にも関わらず矢口の母親にも屈託無く話し掛ける等、愛情の示し方に癖がある為、関係性に難を感じている。
絵を描く際は、エプロンを着用している。

### 高校美術部
主人公の八虎が2年生の途中から入部する高校の美術部。八虎が2年生時の部員メンバーは1年生の城田、2年生の矢口八虎、鮎川龍二、海野、白井、3年生の森、山本の7人で顧問は佐伯昌子。八虎は唯一の男子部員。歴代の部長は3年生の森、2年生の白井、1年生の城田と言う順番で引き継がれていく。
八虎は入部当初、その金髪の見た目で、DQNと誤解され、美術部を仲間たちとのたまり場にするのではと警戒されたが、その後の八虎の真面目な態度と美術に対する真摯な姿勢から誤解は解けていく。美術部の活動を共にしたり、マンガを描く、モデルになるなどの同人誌製作の手伝いやハロウィンのコスプレ会などの交流を経て、八虎と美術部部員との仲は非常に良好になる。卒業式後の美術部打ち上げの際は、当初、八虎をDQNと警戒し怯えていた部員たちも八虎に物怖じせず、何でも言い合える仲になっている。美術部顧問の佐伯先生曰く、八虎、ユカ、海野、白井の代は本当に色んな人がいて賑やかだったとのことである。
森 まる（もり まる）
声 - 青耶木まゆ / 演 - 菊池和澄 / 桜田ひより
誕生日：12月31日 / 身長：147センチメートル
主人公の八虎の1歳年上の先輩で、美術部の部長。八虎が絵に興味を持つきっかけになった絵を描いた人物。油画専攻で、美大受験を考えている。小柄で、普段は頼りなさそうだが、絵に向かっているときは、八虎を驚かせるほどの気迫と集中力を見せる。 美術部で一番上手い人で、武蔵野美術大学の推薦枠に合格。美学生になってからも、八虎の憧れであり続ける。コンセプトとして「祈り」を込めて絵を描いている。ユカと同じく和菓子が好き。幼いころから背の順は一番先頭で、現在も小柄だが、胸は大きい。 絵を描く際は、かっぽう着を着用。
佐伯 昌子（さえき まさこ）
声 - 平野文 / 演 - 岡村さやか / 薬師丸ひろ子
誕生日：6月7日 / 身長：165センチメートル
八虎の高校の美術教師であり美術部顧問だが嘱託であり、本業はさえき絵画教室を運営している。穏やかな物腰の初老の女性教師だが、にっこり笑って物事の核心を突く、油断できないタイプ。その飄々とした性格で、生徒たちからはつかみ所がない人物だと思われている。美大の出身で、美大受験の厳しさを八虎に教えつつも、好きなことに向かっていけるように応援している。悩める八虎を導く大人の1人。ミステリアスで謎が多く、色んな噂がある。次の4つの内、ウソが1つだけあると言う問題を出し、残りの3つは本当なのかと八虎とユカを驚かせた。以下問題の4つの選択肢「①国際結婚、②相手は20歳年下、③相手は大企業の社長、④プロポーズに島をもらった」このうち1つのみウソで、残り3つは本当であるとしている。絵を描く際はエプロンを着用。
海野さん（うみのさん）
声 - 平塚未玖 / 演 - きばほのか（実写映画版）
誕生日：6月1日
八虎、ユカと同級生の美術部部員。
セーラー服の上にパーカーを羽織っていることが多い。後ろで縛ってはいるが、髪も全体的に短くボサボサで、化粧っ気のない素朴な容姿で、眉が太く目が小さい。がっしりした体型をしていて、若干男性のような印象を受ける。 フィギュアや美少女イラストを描くのが好きなオタク。海野さんがオススメする漫画はハズレがないらしい。イケメンの兄がいるらしく、よく漫画の貸し借りをするらしい。人から見てそれとわかる「らしさ」を使うのが上手い。美術部の夏休みの課題を八虎、ユカと同じく達成した3人の内の1人。得た技術をすぐに自分の絵に生かそうとするハングリーさを持つ。印刷に詳しい。同じ美術部の白井、城田、山本先輩と一緒に同人誌を作っている。高校卒業後は大阪芸大に進学。絵を描くときに着る服はパーカー。
白井さん（しらいさん）
声 - 長谷川育美 / 演 - 瀧七海（実写映画版）
八虎、ユカと同級生の美術部部員。八虎たちが3年時の美術部部長。メガネを着用し、パイナップル型の上にはねたポニーテールのような髪型。見た目はマジメだが、美術部一声が大きく、美術部一口が悪い。しかし、美術部一面倒見がよかったりする。八虎が美術部に入部する前から、八虎とユカの仲の悪さを知っていたり、八虎が海野にはさん付けし、海野さんと呼ぶのに対し、白井と呼んで、特にさんを付けない辺り、元々クラスメイトなど、事前に交流があったことがうかがえる。印刷に詳しい。BL系の同人誌を作ったり、冬コミに参加したりとオタク趣味を持っている。同じ美術部の海野、城田、山本先輩と一緒に同人誌を作っている。高校卒業後はイラスト系の専門学校へ進学。絵を描く際は手袋を着用。
城田ちゃん（しろたちゃん）
声 - 根本優奈 / 演 - 菊池日菜子（実写映画版）
主人公の八虎の1歳年下の後輩で、美術部の部員。矢虎たち卒業後、次の代の美術部部長。
見た目はゆるふわ系で、小柄で髪が長くふわふわしている。小動物のような印象で、可愛らしい顔をしている。衣装や洋服を作るのが得意で文化祭で重宝される。ハードガチムチSMなどガチムチ系が趣味のオタク。印刷に詳しい。同じ美術部の海野、白井、山本先輩と一緒に同人誌を作っている。
山本先輩（やまもとせんぱい）
声 - 古賀葵 / 演 - 白石優愛（実写映画版）
主人公の八虎の1歳年上の先輩で、美術部の部員。美術部部員の中では比較的に大柄の体格。
ゆるふわ系の可愛らしい顔をしており、ボブっぽい髪型で髪の両脇に黒い小さなリボンを付けている。1歳年上の先輩だが、基本的に部員たちとのやり取りはタメ語で行っていることが多い。印刷に詳しい。同じ美術部の海野、白井、城田と一緒に同人誌を作っている。美術部員についての4コマが唯一描かれていない部員であり、謎も多い。

### 八虎の友達
主人公の八虎の友達（親友）で、高校の同級生。八虎、歌島、恋ケ窪、純田の4人のメンバーで、高校時代は頻繁に行動を共にしている。高校卒業後も頻繁に連絡を取り合い、遊んだりしており、その交友関係は相変わらず続いている。八虎が美術を忘れてはしゃげる、唯一の環境となっており、心の支えにもなっている。歌島、恋ケ窪、純田の誰もが八虎のために親身になれ、お互いが固い信頼関係で結ばれている。3人の頭文字を足すと「純恋歌（湘南乃風）」になるとのこと。
歌島（うたしま）
声 - 橘龍丸 / 演 - Hayato / 阿佐辰美
誕生日：3月28日 / 身長：178センチメートル
高校時代「マチエールズ」というコピーバンドを組んでおり。そこでギターを担当している。八虎友達メンバー一のモテ男。チャラい見た目で、いい加減で、だらし無い雰囲気を醸し出しているノープランマンで、喋りもそつがないものの、言葉を間違えてよく八虎に訂正されている。伊達眼鏡をかけて服装もそこそこお洒落でバンドもやっているので、後輩の女の子にモテているが、関わりもあり歌島の性格を知る同級生のクラスの女の子からは「うざいんだけど」「ちゃんとしてよ」と言われ、全くモテておらず、その後の高校の卒業式で誰からもボタンを求められていないので、後輩からもモテなくなった様子が見受けられる。
センター試験は一応受けているが、学力はあまりよくはなく、単なる記念受験の模様。当初は浪人する予定だったが、大学に落ちてから別に大学に行きたくないと分かり、浪人しないことにするが、特にやりたいこともない様子で、将来の夢などは定まっておらず、卒業後はカフェ「STAR FRONT COFFEE」働き、フリーターをやっている。仕事の際はエプロンを着用。
恋ヶ窪（こいがくぼ）
声 - 神尾晋一郎 / 演 - 立花裕大 / 兵頭功海
誕生日：6月28日 / 身長：192センチメートル
あだ名は恋ちゃん。身長も高く、眉なしで毛が薄いなど強面で、白いスーツのおっさんに「俺んとこで働け」と名刺を渡される程のヤクザ顔。髪型はオールバック。趣味は菓子作りで八虎、歌島、純田とのクリスマス会に手作りケーキを作ってきた。純田とは同じ小学校の同級生で、小6の時は共にお料理クラブに所属していた。誰かが誕生日だとよくケーキを買ってくる。近所の猫にこっそり名前を付けており、最近の仲良しは「メザシ」と「シシャモ」。
金も頭もないために夢を諦めていたが、八虎の姿に触発されてパティシエの専門学校を志す。高校卒業後は昼間は鳶のバイトをしつつ、夜間のある専門学校に通う。八虎の初めての作品の風景が渋谷であることにいち早く気付いたり、八虎の誤魔化し笑いや周囲が思っているよりずっと八虎は自分に自信がないことに気付いていたり、観察眼に優れている。得意の観察眼で八虎の異変も見逃さないので、彼には八虎の誤魔化し笑い等が通用しない。そのため、八虎は彼に相談をする機会が多い。
バイクに乗っている。仕事の際はエプロンを着用。
純田（すみだ）
声 - 福西勝也 / 演 - 宮城生馬 / 若林時英
誕生日：4月14日 / 身長：166センチメートル
実家が豆腐屋で、高校卒業後は家業の純田豆腐店を継ぐことになっている。下に弟がおり、弟の大学進学も家業を継ぐ理由の一因となっている。また、メグミと言う名前の見た目がギャルの彼女がおり、すでに純田の両親への挨拶も済ませており、意外としっかり者の様子。恋ケ窪と同じく眉なしで、髪は短髪で、金髪等の明るめの色に染めている。厳つい顔立ちに小柄ながら、体格もがっしりしている。サッカーが好き。呑み明かして吐いている場面も多いことから、酒はあまり強くない模様。頭は良くない。 恋ケ窪とは同じ小学校の同級生で、小6の時は共にお料理クラブに所属していた。八虎が藝祭を頑張っている姿を見て涙したり、八虎が自分の友達だと紹介した世田介に一緒に藝祭を回ろうと誘ったり、友だち思いな性格である。豆腐屋なので、朝に強い。仕事の際はエプロンを着用。

### 予備校・東京美術学院（東美）
八虎が2年時の12月に美術部顧問の佐伯先生の勧めで、同級生で同じ美術部のユカと一緒に東京美術学院・通称「東美」の冬季講習に参加したのが最初のきっかけ。八虎は油画科、ユカは日本画。八虎は自分の貯金を使って冬季講習に参加する。ちなみに冬季講習代は8万円。予備校の利点として、生徒全員が美大を目指す環境、有名美大出身の講師たち、そして充実した資料、傾向や対策でより合格の確率を上げられることなどがある。冬季講習では、高橋世田介、桑名マキと言う天才たちと出会う。美大受験を反対していた母親・真理恵を説得し、その後、両親の協力を得て、現役の高校生がほとんどの油絵科の夜間部に通うことになる。予備校での出会いを通して、八虎は加速度的に成長していく。
桑名 マキ（くわな マキ）
声 - 宮本侑芽 / 演 - 髙橋果鈴 / 中島セナ
誕生日：4月23日 / 身長：161センチメートル
冬期講習、夏季講習、少人数制でのクラスであるDクラスをはじめ、ほとんどのクラスで、八虎と一緒になった天才美少女。家族全員が東京藝大出身というサラブレッドで、予備校の公開コンクールで1位を取るほど、絵の才能は群を抜いている。
圧倒的な実力があるにも関わらず、現役藝大生で、予備校の油絵科首席合格者である姉・ユキを意識し過ぎる一面がある。明るく人なつこい少女だが、時々、闇をかかえた発言をする。
周りから評価されてて、姉が現役首席合格してて、両親も藝大で、だからずっと、誰よりも変わることが怖い人だったと自己分析している。痩せの大食いで、食べる量はめちゃくちゃ男らしいが、フォトジェニックや写真映えする、見た目が可愛い食べ物も好きと語っている。画面を黒くするためによく鉛筆を粉にして使うので、粉の影響で、顔が黒くなりがち。K-POPやアイドルが好きで姉と一緒にコンサートに行ったりする。また、八虎にもアイドルの良さを勧めている。自分も受験の緊張やプレッシャーで余裕が無い中、体調不良で階段を登れずに蹲っていた八虎に、声を掛けるために走って駆けつけたり、八虎の荷物を上の階まで持ってあげたりと、面倒見も良く、漢気もある一面も。絵を描く際はツナギを着用。
予備校コンクールで1位になるとその年は受からないジンクスを気にしており、実際に現役合格に失敗するが、その原因は自身で把握している。浪人時に予備校で彫刻に転科し、そのまま藝大には彫刻科に一浪で合格し、八虎の後輩となる。
橋田 悠（はしだ はるか）
声 - 河西健吾 / 演 - 田鶴翔吾 / 秋谷郁甫
誕生日：2月5日 / 身長：189センチメートル
世田介と同じ高校の美術コースに通っていた、お下げ髪の青年。大学生編では多摩美術大学に通っている。世田介曰く、高校のころから美術の変態と有名人であり、藝大生の八虎や世田介より、藝大に知り合いが多そうとのこと。また、人を焚きつけるのが上手いとのこと。関西弁。八虎とは東美の油絵科・夜間部で出会う。 同じDクラスの生徒。 作中で「絵描きフェチ」「美術フリーク」と呼ばれるほど、美術作品の鑑賞が好きで豊富な知識を持つ。予備校教師の大葉からは「典型的な知識や理屈が先行しているタイプ」と評価される。お下げの理由は八虎には「少しでもマジメに見せようと思って」、桑名には「絵を描いているときに邪魔になるから」と人によって違う回答をしており、本当の理由は不明。お下げを解くと腰付近まである程、かなりの長さとなっている。作品に対するモチベを上げたいときは、そのとき自分が描いている絵のイメージのお菓子を食べることにしている。上に姉2人、下に妹1人の3人の姉妹がいる。絵を描く際は白衣を着用。
大葉 真由（おおば まゆ）
声 - 和優希 / 演 - 鳳翔大 / 江口のりこ
誕生日：12月30日 / 身長：185センチメートル
予備校・東京美術学院の講師。様々なアドバイスや時には厳しい意見等を与え、八虎の成長に大きな影響をもたらした一人。身体と声が大きく、廊下から声がしたと思って、見たら面接室にいたり、予備校の外にいる時にもその声が聞こえるなど、相当声が大きい。「タラバガニはカニじゃないって知ってた？」や「鮫に瞼があるって知ってた？」など謎の質問をしてくることが多い。彼女が担当するDクラスは個性的な作風の生徒が多く、自身も物好きと評されている。息子が3人いる。 絵を描く際はエプロンを着用。
岡田 さえ（おかだ さえ）
声 - 陶山恵実里 / 演 - 片田陽依（実写映画版）
八虎と同じDクラスの生徒。おかっぱで小柄な元気な女の子。女子美を志望しており無事に合格した。骨が好きでカエルの骨格標本を作ったことがある。蛆に肉を食べさせて骨格標本を作ることに憧れを抱く。受験本番が近付き追い込まれた結果、5円玉を使って自身に自己催眠をかけていた。 絵を描く際は黒色のワンピースを着用することが多い。Dクラスの受験の息抜きで、骨の博物館に行った際、八虎と桜庭の次に到着し、集合時間をおおよそ守っていた様子、少し時間に遅れたことを謝罪をしたりと、基本的には真面目な性格をしている。
石井 啄郎（いしい たくろう）
声 - 村田太志 / 演 - 草野大成（実写映画版）
八虎と同じDクラスの生徒。坊主頭に、ふっくらとした体格。メンタルが弱く絵を破りながら泣いていることもあった。毎日母が作ってくれる弁当を食べている。母は料理上手なだけでなく毎日弁当に手紙を添えてくれるため、弁当を残したことは一度もない。受験本番が近付き追い込まれた結果、隅でブツブツとひとり言を呟いていた。今回の受験は失敗し、Dクラスでは唯一、東美生として浪人をしている。絵を描く際はエプロンを着用することが多い。
桜庭 華子（さくらば はなこ）
声 - 大西沙織/ 演 - 芋生悠（実写映画版）
八虎と同じDクラスの生徒。初めて桜庭を見た八虎がすっげ美少女と思う程、整った容姿をしている。ロングヘアでスタイルも良い正統派美少女。藝大志望だが二浪している。八虎と同じ年の受験に落ちた結果、バイトをしていた本屋で正社員として働けることが決まったため、三浪せずに、藝大入学を諦める決断をする。節約のために制服をつなぎ代わりに着ていたため、他の生徒からは高校生だと思われていた。美人なため、バイト先の本屋では初出勤時に「ビーナス」と呼ばれていたが、貰い物の奇抜な服ばかり着ていたため、1ヶ月後には「廃課金アバター」と呼ばれるようになる。絵を描く際は制服やツナギを着用することが多い。あまり他人と関わり合いを持とうとせず、無口だが、東京美術学院の講師、大葉先生には信頼を寄せている様子。受験の終了後に東美に自分の作品などの荷物取りに来た際に同じDクラスの岡田 さえ、石井 啄郎は荷物が重いとの理由で車で取りに来ていたが、桜庭 華子は気合いで持ち帰ると言っている。節約のためか、体力に自信があるためか理由は不明。Dクラスの受験の息抜きで、骨の博物館に行った際、八虎の次に到着し、集合時間をおおよそ守っていた様子から基本的には真面目な性格をしている。
佐々木さん（ささきさん）
演 - 濱尾ノリタカ（実写映画版）
色黒、短髪の東美生の男子学生。鮎川龍二（ユカ）が男と知らずにデートをした。ユカに男だと告げ
られた結果、ユカを振った。ユカの発言から見た目に反して文系の様子。
ふんどしTシャツの男（ふんどしティーしゃつのおとこ）
佐々木さんに振られた後に鮎川龍二（ユカ）がアプローチをかけた東美生の男子学生。八虎の前にユカとイチャイチャして現れる。彫刻科で筋肉がすごいと噂されている。体育会系で「ふんどし」と書かれたTシャツを着用しており、八虎をふんどしイベントに勧誘する。
神山 史（かみやま ふみ)
声 - 種﨑敦美
桑名マキと鮎川龍二と友人の東美生の女子学生。水色のツインテールで、両耳にピアスを付けている、小柄なギャル。予備校・東京美術学院の日本画科。鮎川龍二のストーカーを自称している。東美生の日本画専攻で1次試験に現役で通った唯一の人物。大学では一人暮らしをする模様。名前についての描写はないが、東美時代も八虎に度々気さくに話しかけたりしており、東京藝術大学の藝祭の時にも、遊びに来たユカを迎えに来た時に登場している。主人公の八虎と同じ東美出身の現役藝大生。

### 東京藝術大学（藝大）
日本で唯一の国立芸術大学で、絵画科の倍率はおよそ20倍、2浪4浪は当たり前。倍率の高さは日本一を誇り、ある意味東大より難しいと言われている。八虎が受かった年の油絵専攻の中で現役合格したのは9名のみで、その実質倍率はおよそ100倍とのこと。藝大には音楽学部と美術学部の2つがある。また、美術学部は工芸科（30人）、彫刻科（20人）、デザイン科（45人）、建築科（15人）、先端芸術表現学科（24人）、芸術学科（20人）、絵画科（80人）の7つの学科があり、絵画科はさらに油絵専攻（55人）と日本画専攻（25人）の2つに分かれる。
東京藝術大学 油絵専攻 (八虎の同級生)
村井 八雲（むらい やくも）
美術学部絵画科油画専攻。次席入学であり、2年次の年齢は23歳。島根出身、てつどーばし美術予備校で浪人経験者。浪人時代に柿ノ木坂の実家に住み込みで絵を教えており、その時に鉢呂とも知り合う。黒髪に両耳にはピアスをつけており、背中に大きなフクロウのタトゥーが入っている。“最強”を更新し続ける男。”でっけえことは最強”で、入学後の自己紹介ではかなり大きい作品を持参。東京の風景の課題でも屋内に入らないほど大きな作品とマケットを提出した。八虎のことを気に入っていて、八虎が課題で行き詰まった際には釣りに誘ったり、講評会の後は一緒に飲みに行ったりしている。藝祭準備では法被隊に所属。神輿作りの手伝いに参加する熱い一面も。裸族で、本人曰く「汗かくし服着てるのコスパ悪くね？」。島生まれで野草採集の知識があり、写生旅行でのカレー作り対決では野草入りカレーを作った。パレードでは法被隊なのに神輿に乗るほど目立ちたがり屋。絵を描く時にはツナギを着用する。
裕福ではない母子家庭出身で、母親との繋がりも薄かったことから、中学生の頃から友人の紹介でアルバイトを行っていた。高校ではひょんなことから知り合った絵描きの女性の家で生活し、学校をサボって美術に触れる。藝大を志望してからも経済面と情報面で遅れをとり、上京しての浪人時代は昼夜アルバイトに励み生活費を捻出し、その合間にてつどーばし美術予備校に通いつつ、独学で知識と情報を吸収している。その後、画家の真田との出会いをきっかけに、広島の柿ノ木坂の実家に居候するとこになる。その生い立ちから｢努力はできるかは環境次第｣という考えを持っている。
三木 きねみ（みき きねみ）
声 - 花澤香菜 / 演 - 箭内夢菜（実写映画版）
美術学部絵画科油画専攻。2浪の末合格。金髪のショートヘアで胸が大きい。一次試験では八虎の前の席に座っており、うっかり鏡を割ってしまう。八虎から「周りより頭一個飛び抜けて上手かった」、「こういう人が受かるんだと思ってた」と思われるほどの腕前を持つ。「通り魔の太陽」のような体育会系女子。サッカー好き。中学高校とバレー部で部長をしていた。藝祭準備では神輿隊の隊長を務め、熱中症で倒れるほど熱心に制作に取り組んだり、大賞が取れなかった時泣いたりするなど、熱血な性格を見せる。一人暮らしの兄がいる。誰に対しても敬語。「ジコギセイ精神」が強く、集中し始め自分に無頓着になると、1週間骨折に気づかないほど。藍沢とは予備校時代からの友達。絵を描く時に着る作業着はツナギ。
藍沢 彩乃（あいざわ あやの）
美術学部絵画科油画専攻。2浪したあと1年多摩美術大学に通っていた。最初の自己紹介では油画ではなく、ストローの四角錐越しに象が見えるインスタレーションという表現方法を使った作品を披露する。三木とは「予備校のよしみ」で神輿隊の副隊長になった。人に注意するより自分で訂正した方が早いタイプ。三木曰く本心しか言わない素直な人で、親父ギャグも結構言うらしい。方向音痴。ヤンキーが多い学校に通っていた。絵を描くのが嫌いで、語尾を伸ばした話し方をする。絵を描く時に着る作業着は白衣。
鉢呂 健二（はちろ けんじ）
美術学部絵画科油画専攻。2年次の年齢は28歳。新潟出身で浪人経験者。通称はっちゃん。入学前は広島の仏具関係の会社で働いており、柿ノ木坂の実家の寺が得意先。イカサマと言われるほどボードゲームが強く、柿ノ木坂とよくお金を賭けて遊んでいる。藝祭では出店隊に所属。絵を描く時に着る作業着はエプロン。出生が日本ではないことが言及されている。
柿ノ木坂 桃代（かきのきざか ももよ）
美術学部絵画科油画専攻。お寺の娘。通称モモちゃん。現役合格者。広島出身で相撲が好き、推しの力士は虎ノ城。原宿系のファッションをしている。入学前から法被隊隊長をやると決めており、準備に気合が入っていた。絵を描く時に着る作業着はツナギ。
江戸川（えどがわ）
美術学部絵画科油画専攻。太めの体型で丁髷の髪型、眼鏡にちょび髭を生やした見た目。藝大祭では出店班。入学前は店を持っていた。入試は橋田と同じ教室で、踊りながら絵を描いていた。
岡本（おかもと）
美術学部絵画科油画専攻。八虎と同じく現役合格者。自分でTシャツを作るのが趣味。世田介と仲が良く、一緒にポケモンをしたり、梟カフェに行ったりする。家族と和歌山に釣りに行くのが恒例行事。
田無（たなし）
美術学部絵画科油画専攻。藝大祭で神輿のデザインが採用された。文京区根津で築50年のアパートに下宿している。
東京藝術大学（藝大）教授・講師・助手
盧生（ろせい）
東京藝術大学教授で1年油画専攻の担任。癖のある長い黒髪で、厳つい容貌をしており、かなりの大柄。よく転ぶ。後期授業最初の日も転び鼻血を出していたところを八虎と猫屋敷教授に助けられる。
猫屋敷 あも（ねこやしき あも）
東京藝術大学教授で1年油画専攻の担任。藝大油画で唯一の女性教授。頭に着けているのは猫耳のカチューシャで、研究室に同じものを置いている。相手の性格によってプレゼントを分けるなど、常に人に気を遣うのは「私の全部をギブ」し、作品を見てもらうため。助手の夢崎にはこの人みたいには絶対なれないと思われている。作品は他者の手を借りて組み立てを必要とするような大型立体物も多い。
八虎にとっては気安い部類の接し方をするが、 世田介に対しては資質から期待するものが明確であり、それを強く推してくるため世田介には嫌われている。
2年次は自身の大型作品プロジェクト進行のため担任を外れる。
槻木 蛇目（つきのき じゃのめ）
東京藝術大学教授で1年油画専攻の担任。細面の長髪で身体が弱く低血圧。自己紹介や講評会ではかなり辛辣で、たびたび八虎を萎縮させる。世田介は槻木が個展で出した絵を「俺より下手」と評している。
2年次は腰痛のため担任を外れる。
夢崎（ゆめさき）
油画技法・材料研究室。猫屋敷教授の助手。目付きが悪く髭を生やしており、いつも柄物のシャツを着ている。その見た目に反し、生徒の顔と名前と出身地を覚えていたり、「変な勧誘に気をつけろ、知らない人についていかないように」と心配をしたり、誕生日を教えていないのにプレゼントをくれたり、返信がすごく早いなど、面倒見のいい性格を表すエピソードは数多い。
櫻井（さくらい）
壁画研究室。盧生教授の助手。専門は壁画修復。黒髪のショートヘアで背が低く、数字しか信用しないデータマン。現役合格者。本屋では本の順番を直してしまうほど几帳面。適量が分からないため料理は苦手。
花陰 真里亞（はなかげ まりあ）
大学院美術研究科美術専攻の博士後期課程1年生。研究領域は油画。3浪している。入学式の日、八虎がワインボトルを蹴ってしまったことから八虎と世田介を昼食に誘う。お詫びに奢るはずが財布の中にお金がなく、彼女が払うことに。そのお返しは「矢口くんが作品で稼いだお金しか受け付けない」。入試では試験官をしている。酒飲みで、自身の課題の提出期限を延ばしてもらっており、夢崎にはクズと罵られている。
犬飼（いぬかい）
東京藝術大学教授で副学長。八虎2年次の油画専攻の担任。1年次は4年を担当していた。
自他ともに厳しい姿勢で臨み、誰に対しても敬語で話すが「丁寧だが容赦の無い言葉選びを苦手とする者も多い」講師であり、鉢呂がみたところ猫屋敷も苦手に思っている模様。
権威であることに自覚的だが、藝大が嫌うタイプの画家をゲスト講師に呼んだり、嫌いな画家が褒める展示会に出向いたりと、柔軟性がある。
好きな食べ物は生肉、嫌いな食べ物はナポリタン。服装はスーツだが研究室にトレーニング器具を置いており、学内で筋肉を鍛えている。

## 評価
2018年にみんなが選ぶTSUTAYAコミック大賞2018のネクストブレイク部門を受賞。2020年にはマンガ大賞2020と、第44回講談社漫画賞一般部門を受賞。
2022年10月時点で単行本の累計部数は550万部を突破している。

## 書誌情報

### 単行本
- 山口つばさ『ブルーピリオド』講談社〈アフタヌーンKC〉、既刊17巻（2025年5月22日現在）
  1. 2017年12月22日発売[10]、ISBN 978-4-06-510586-3
    - 『実写映画化記念特装版』2024年7月23日発売[11]、ISBN 978-4-06-536838-1

  2. 2018年3月23日発売[12]、ISBN 978-4-06-511124-6
  3. 2018年8月23日発売[13]、ISBN 978-4-06-512336-2
  4. 2019年2月22日発売[14]、ISBN 978-4-06-514484-8
  5. 2019年6月21日発売[15]、ISBN 978-4-06-515958-3
  6. 2019年11月22日発売[16]、ISBN 978-4-06-517512-5
  7. 2020年3月23日発売[17]、ISBN 978-4-06-518889-7
  8. 2020年9月23日発売[18]、ISBN 978-4-06-520727-7
    - 『ミニ画集小冊子付き特装版』同日発売[19]、ISBN 978-4-06-520725-3

  9. 2021年1月21日発売[20]、ISBN 978-4-06-521994-2
  10. 2021年5月21日発売[21]、ISBN 978-4-06-523175-3
  11. 2021年9月22日発売[22]、ISBN 978-4-06-524669-6
    - 『塗り絵小冊子付き特装版』同日発売[23]、ISBN 978-4-06-524977-2

  12. 2022年5月23日発売[24]、ISBN 978-4-06-527418-7
  13. 2022年11月22日発売[25]、ISBN 978-4-06-529730-8
  14. 2023年7月21日発売[26]、ISBN 978-4-06-531943-7
  15. 2023年11月22日発売[27]、ISBN 978-4-06-533571-0
  16. 2024年11月21日発売[28]、ISBN 978-4-06-537474-0
  17. 2025年5月22日発売[29]、ISBN 978-4-06-539411-3

### 関連書籍
- 山口つばさ（原作）、講談社（編） 『ブルーピリオド 公式ビジュアルブック 〜アートって、才能か？〜』 講談社、2022年8月19日発売[30]、ISBN 978-4-06-528446-9
- 山口つばさ（原作）、行成薫（小説） 『小説 ブルーピリオド あの日の僕ら』 講談社〈KCデラックス〉、2023年11月22日発売[31]、ISBN 978-4-06-533844-5
- 山口つばさ（原作）、時海結以（小説） 『小説 ブルーピリオド』 講談社〈講談社KK文庫〉、全2巻
  1. 2021年10月28日発売[32]、ISBN 978-4-06-525003-7
  2. 2021年12月1日発売[33]、ISBN 978-4-06-525003-7

## コラボCM
『アルフォートミニチョコレート』（ブルボン）のテレビCMにて、イメージキャラクターの杉野遥亮と共に、本作とYOASOBIの楽曲「群青」（原作『青を味方に。』）がコラボレーションした映像が公開された。2020年9月1日より「ブルーピリオド 出会い」篇、2020年12月1日より「ブルーピリオド　息抜き」篇、2021年2月1日より「ブルーピリオド　ゴール」篇がオンエア。なお、ラジオCMは音声のみのため、杉野の音声と「群青」は流れるが、本作は登場しない。

## テレビアニメ
2021年10月から12月にかけて毎日放送・TBS系列『スーパーアニメイズム』枠ほかにて放送された。同系列では各話放送後に、山田五郎によるミニコーナー『明日誰かに話したくなる！ブルピリ美術豆知識』を放送。

### スタッフ
- 原作 - 山口つばさ[40]
- 総監督 - 舛成孝二[40]
- 監督 - 浅野勝也[40]
- シリーズ構成・脚本 - 吉田玲子[40]
- キャラクターデザイン - 下谷智之[40]
- プロップデザイン - 岩畑剛一、鈴木典孝
- 色彩設計 - 歌川律子[4]
- 美術監督 - 仲村謙、金子雄司（第1話）[4]、渋谷幸弘（第9、10話）
- 美術設定 - 緒川マミオ、中島美佳[4]
- 撮影監督 - 服部安[4]
- 3DCG監督 - 大見有正[4]
- 編集 - 関一彦[4]
- 音響監督 - 菊田浩巳[4]
- 音楽 - 井上一平[4]
- 音楽プロデューサー - 酒井康平[4]
- 音楽制作 - DMM music[4]
- プロデューサー - 松本拓也、米澤明、大和雅恵、亀井博司、福井詔雄
- アニメーションプロデューサー - 佐藤博明
- 制作 - Seven Arcs[40]
- 製作 - DMM pictures、講談社、MBS、ビットグルーヴプロモーション

### 主題歌
「EVERBLUE」
Omoinotakeによるオープニングテーマ。作詞は福島智朗、作曲は藤井怜央、編曲は蔦谷好位置とOmoinotake。
「Replica」
mol-74によるエンディングテーマ。作詞は武市和希、作曲・編曲はmol-74。

### 各話リスト
| 話数  | サブタイトル                     | 絵コンテ | 演出         | 作画監督                                                                                      | 総作画監督          | 初放送日       |
| ----- | -------------------------------- | -------- | ------------ | --------------------------------------------------------------------------------------------- | ------------------- | -------------- |
| Ep.01 | 絵を描く悦びに目覚めてみた       | 舛成孝二 | 松村樹里亜   | 平田賢一 宮川智恵子 河本美代子 平馬浩司 Han seung hui                                         | 下谷智之            | 2021年 10月2日 |
| Ep.02 | 全然焼けてねえ                   | 浅野勝也 | 小野田雄亮   | Lee Jung Pil Ho Sungjin Yang Jihye                                                            | 下谷智之            | 10月9日        |
| Ep.03 | 予備校デビュー・オブ・ザ・デッド | 宮澤努   | 深瀬重       | 竹内花純 飯塚葉子 宇都木勇                                                                    | 下谷智之 宮川智恵子 | 10月16日       |
| Ep.04 | 我々はどこへ行くのか             | 井出安軌 | 萩原弘光     | 森七奈                                                                                        | 下谷智之            | 10月23日       |
| Ep.05 | 課題が見えてもどうしようもねぇ   | 富田浩章 | 山﨑茂       | 田中彩 西田美弥子 張昀 明光                                                                   | 下谷智之            | 10月30日       |
| Ep.06 | メンブレ半端ないって             | 河原龍太 | 河原龍太     | 高瀬言 プロダクション・フォッシュ Min Hyeonsuk Yang Jihye                                     | 下谷智之            | 11月6日        |
| Ep.07 | 1次試験開始                      | 岩畑剛一 | 小野田雄亮   | 高橋恒星 徳倉栄一 中谷藍 プロダクション・フォッシュ                                           | 下谷智之            | 11月13日       |
| Ep.08 | 脳汁プシャー                     | 髙田昌豊 | 髙田昌豊     | Lee Sang jin Ho Seong jin                                                                     | 下谷智之            | 11月20日       |
| Ep.09 | さまようナイフ                   | 富田浩章 | 黒瀬大輔     | 永田有香 竹内花純 飯塚葉子 片岡恵美子 福江光恵 飯飼一幸 高橋こう平 陳暁燦 高坂花世 松井美早紀 | 下谷智之            | 11月27日       |
| Ep.10 | 俺たちの青い色                   | 網修次郎 | 網修次郎     | 三橋美枝子 Min Hyeonsuk An Hyojeong 龍光 明光                                                 | 下谷智之 飯山菜保子 | 12月4日        |
| Ep.11 | 2次試験開始                      | 井出安軌 | 仁科邦康     | 宮本次郎 村長由紀                                                                             | 下谷智之            | 12月11日       |
| Ep.12 | 色づき始めた自分                 | 舛成孝二 | 福元しんいち | 高瀬言 Lee Jongman                                                                            | 下谷智之            | 12月18日       |

### 放送局
| 放送期間 | 放送時間                     | 放送局                               | 対象地域 | 備考                                                   |
| --- | ---------------------------- | ------------------------------------ | -------- | ------------------------------------------------------ |
| 2021年10月2日 - 12月18日 | 土曜 1:25 - 1:55（金曜深夜） | 毎日放送（製作局） ほかTBS系列全28局 | 日本国内 | 字幕放送 / 連動データ放送 / 『スーパーアニメイズム』枠 |
| 2021年10月3日 - 12月19日 | 日曜 23:00 - 23:30           | BS朝日                               | 日本全域 | BS/BS4K放送 / 『アニメA』枠                            |
| 2021年10月7日 - 12月23日 | 木曜 21:00 - 21:30           | AT-X                                 | 日本全域 | CS放送 / 字幕放送 / リピート放送あり                   |
| TBS系列全28局では、放送前の2021年9月25日（24日深夜）に『アニメ放送直前！ブルーピリオド 大解剖SP』と題した特番が放送された。 |                              |                                      |          |                                                        |

| 配信開始日    | 配信時間  | 配信サイト | 備考                                                          |
| ------------- | --------- | ---------- | ------------------------------------------------------------- |
| 2021年9月25日 | 土曜 更新 | Netflix    | 全世界独占配信 日本国内ではテレビ放送に先行して最新話を配信。 |

| 毎日放送制作・TBS系列 スーパーアニメイズム                 | 毎日放送制作・TBS系列 スーパーアニメイズム | 毎日放送制作・TBS系列 スーパーアニメイズム |
| 前番組                                                     | 番組名                                     | 次番組                                     |
| ---------------------------------------------------------- | ------------------------------------------ | ------------------------------------------ |
| 乙女ゲームの破滅フラグしかない悪役令嬢に転生してしまった…X | ブルーピリオド                             | からかい上手の高木さん3                    |

## 舞台
『銀河劇場プロデュース「ブルーピリオド」The Stage』のタイトルで、2022年3月25日から4月3日まで天王洲 銀河劇場にて上演された。

### キャスト（舞台）
- 矢口八虎：岡宮来夢
- 鮎川龍二：笹森裕貴
- 高橋世田介：大崎捺希
- 橋田悠：田鶴翔吾
- 桑名マキ：高橋果鈴
- 森まる：菊池和澄
- 佐伯昌子：岡村さやか
- 恋ヶ窪：立花裕大
- 歌島：Hayato
- 純田：宮城生馬
- 大葉真由：鳳翔大
- その他：橋本有一郎、小泉もえこ、佐藤康道、平野裕理、篠尾佳介、渡邉南、岡野二葉、谷本桜弥香、降矢佳典、山崎竜之介

### スタッフ（舞台）
- 原作：山口つばさ『ブルーピリオド』（講談社『アフタヌーン』連載）
- 演出：三浦香
- 脚本：畑雅文
- 音楽：TAKA
- 振付：當間⾥美
- 美術：松生紘子
- 照明：川口丞
- 音響：門田圭介
- 映像：大鹿奈穂
- 衣裳：大西理子（とわづくり）
- ヘアメイク：瀬戸口清香
- 稽古ピアノ：松井トモコ
- 演出助手：國重直也（JOHNNY TIME）
- 舞台監督：DDR
- 制作進行：S-SIZE
- 宣伝美術：岡垣吏紗、syla
- 宣伝写真：中村理生
- 特別協力：Seven Arcs、ena新美、指方祐二、花村統由、東京都立総合芸術高等学校、石黒菜保子、今本章、板倉勇人、市原良美、伊藤望、岩坪理世、内海美咲、岡本彩花、H.O、小川ひかる、小熊恵莉奈、小野島璃音、影山萌子、河本菜摘、工藤優果、斎藤史佳、佐藤恵美、重松千景、滝田ななみ、寺町美代子、徳岡光海、永井亮子、西ケ谷真優、原口響、原銀河
- 制作：ネルケプランニング
- 主催：『ブルーピリオド』The Stage 製作委員会[47]

## 実写映画
2024年8月9日に公開された。監督は萩原健太郎、主演は眞栄田郷敦。

### キャスト（実写映画）
- 矢口八虎：眞栄田郷敦[3]
- 鮎川龍二：高橋文哉[3]
- 高橋世田介：板垣李光人[3]
- 森まる：桜田ひより[3]
- 桑名マキ：中島セナ[48]
- 橋田悠：秋谷郁甫[48]
- 恋ヶ窪晋：兵頭功海[48]
- 後藤先生：三浦誠己[48]
- 矢口行信：やす（ずん）[48]
- 三木きねみ：箭内夢菜
- 純田勝矢：若林時英
- 歌島立花：阿佐辰美
- 桜庭華子：芋生悠
- 城田優奈：菊池日菜子
- 石井啄郎：草野大成
- 海野美玖：きばほのか
- 山本葵：白石優愛
- 白井育美：瀧七海
- 岡田さえ：片田陽依
- ラーメン屋店主：菊池宇晃
- 坂本くん：志村魁
- 遠野（劇中絵画モデル）：吉田凜音
- 佐々木くん：濱尾ノリタカ
- 一次試験官（油絵）：小倉史也
- 一次試験官（日本画）：堀田胡桃
- 二次試験官：川田龍
- アシスタント：松森士門
- 予備校講師：海老澤功
- 東京藝術大学教授：会田誠
- ヌードモデル：カナキティ
- 矢口真理恵：石田ひかり[48]
- 大葉真由：江口のりこ[48]
- 佐伯昌子：薬師丸ひろ子[48]

### スタッフ（実写映画）
- 原作：山口つばさ『ブルーピリオド』（講談社「月刊アフタヌーン」連載）
- 監督：萩原健太郎[3]
- 脚本：吉田玲子[3]
- 音楽：小島裕規 “Yaffle”[3]
- 主題歌：WurtS「NOISE」（EMI Records / W’s Project）[48]
- 製作：山田邦雄、岡田美穂、高見洋平、弓矢政法、竹澤浩、長野隆明、久保田修、梅景匡之、渡辺章仁
- エグゼクティブプロデューサー：関口大輔
- プロデューサー：豊福陽子、近藤多聞
- 共同プロデューサー：沖貴子
- 協力プロデューサー：高橋雅美
- スーパーバイジングプロデューサー：久保田修
- 撮影：光岡兵庫
- 照明：平山達弥
- 録音：渡辺寛志
- 美術：宮守由衣
- 装飾：中村三五
- 編集：平井健一
- スクリプター：古保美友紀
- スタイリスト：Remi Takenouchi
- 衣装：東海林桃花
- ヘアメイク：古久保英人
- 音響効果：岡瀬晶彦（J.S.A）
- 音楽プロデューサー：戸波和義（YUGE inc.）、三神山千陽（YUGE inc.）
- VFX Supervisor：太田貴寛
- VFX Producer：巻田勇輔
- 助監督：山下久義
- 制作担当：多賀典彬
- 絵画統括：海老澤功、川田龍
- キャスト絵画指導・絵画協力：海老澤功、川田龍、茂木たまな、灯まりも、松森士門、濱渦七海、磯崎隼士、堀田胡桃
- ラインプロデューサー：片平大輔
- アソシエイトプロデューサー：山口龍大朗
- アシスタントプロデューサー：重田雄太郎
- 宣伝統括：廣村織香
- 宣伝プロデューサー：鎌田亮介、米澤孝浩
- 企画協力：金井暁、川村豊、降旗沙織（講談社アフタヌーン編集部）
- 助成：文化庁文化芸術振興費補助金（映画創造活動支援事業）独立行政法人日本芸術文化振興会
- 配給：ワーナー・ブラザース映画
- 制作プロダクション：C&Iエンタテインメント
- 製作：映画「ブルーピリオド」製作委員会（ワーナー・ブラザース映画、関西テレビ放送、講談社、ジェイアール東日本企画、KDDI、一瞬と永遠、C&Iエンタテインメント、UUUM、ローソングループ）

## 体験型ゲーム
リアル脱出ゲーム×ブルーピリオド『正解のない美大受験からの脱出』 のタイトルで、リアル脱出ゲームを手掛けるSCRAPの企画制作、講談社の制作協力、ブルーピリオド展製作委員会の協力で体験型ゲームイベントが開催された。以下、開催地と日程。
- 東京ミステリーサーカス（2022年7月15日 - 2024年2月12日）
- リアル脱出ゲーム大阪恵美須町店（2022年7月29日 - 2024年3月10日）
- リアル脱出ゲーム名古屋店（2022年8月5日 - 2024年3月10日）